# Castello nuovo di Kostelec nad Orlicí
Il castello nuovo di Kostelec nad Orlicí (in ceco Nový zámek Kostelec nad Orlicí) si trova nell'omonimo comune del Distretto di Rychnov nad Kněžnou nella Regione di Hradec Králové, Repubblica Ceca. Il castello risale al XIX secolo, è stato una delle residenze principali della famiglia Kinský, viene considerato monumento culturale nazionale ed è uno degli edifici imperiali più importanti del suo genere nel Paese. Intorno al castello si estende un vasto parco, dichiarato riserva naturale.

## Storia

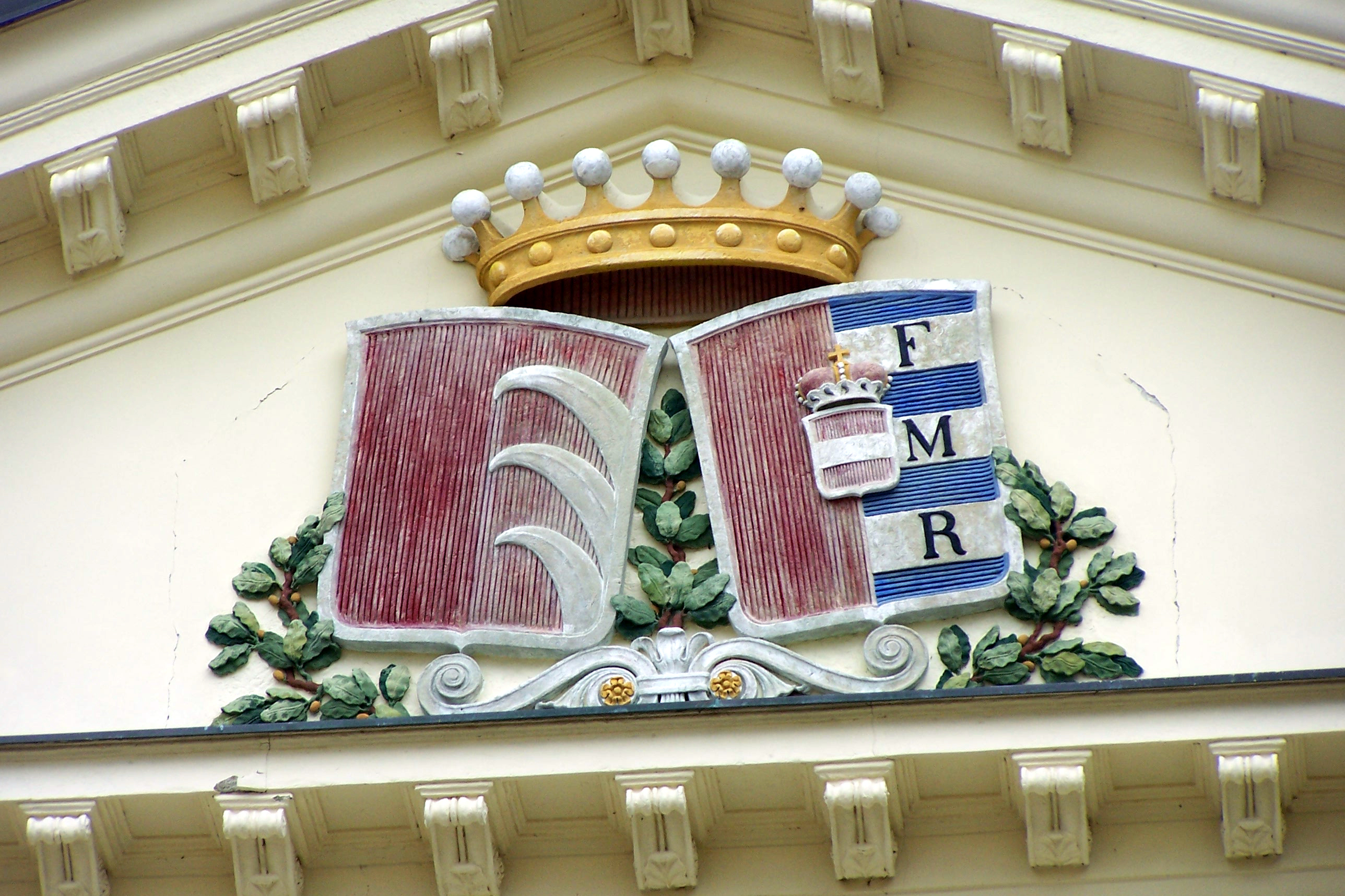
Particolare degli stemmi sul frontone della facciata del castello. Lo stella a sinistra è quello della nobile famiglia Kinsky

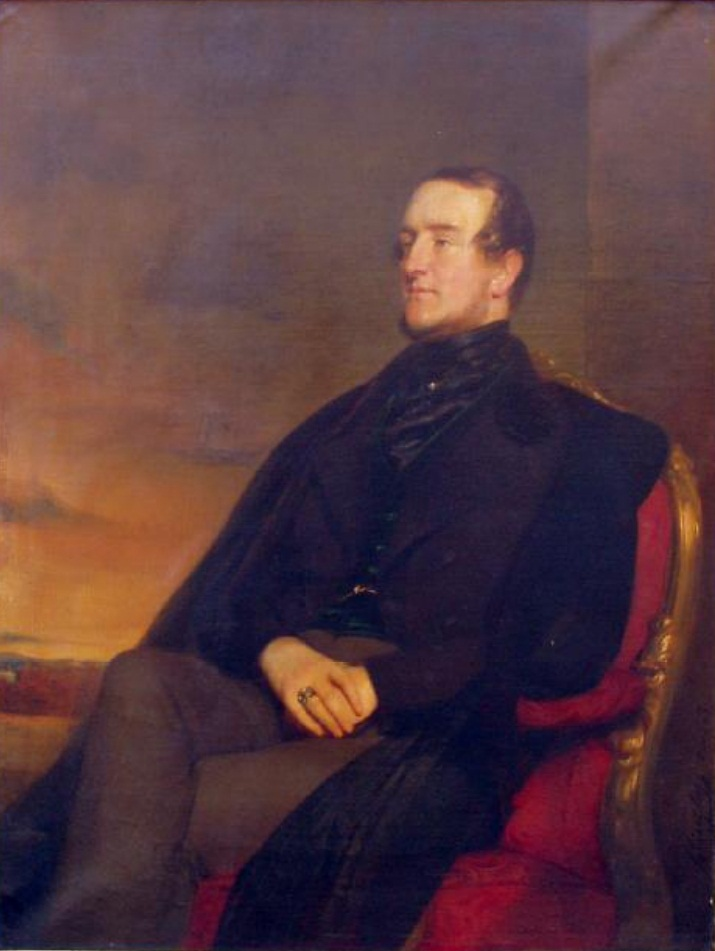
Conte Josef Erwin Kinský, che fondò uno dei rami contigui della famiglia Kinský

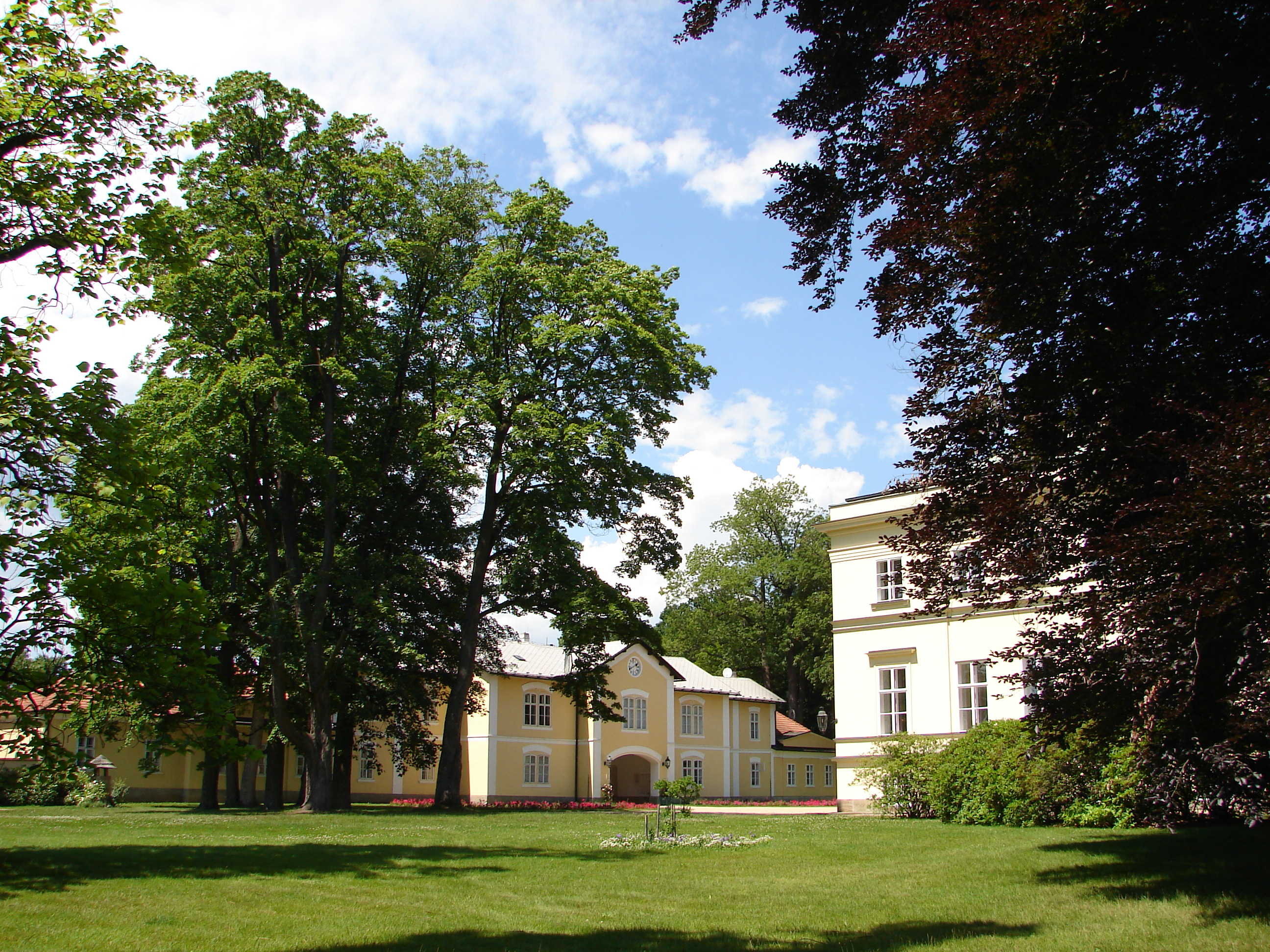
Particolare del parco

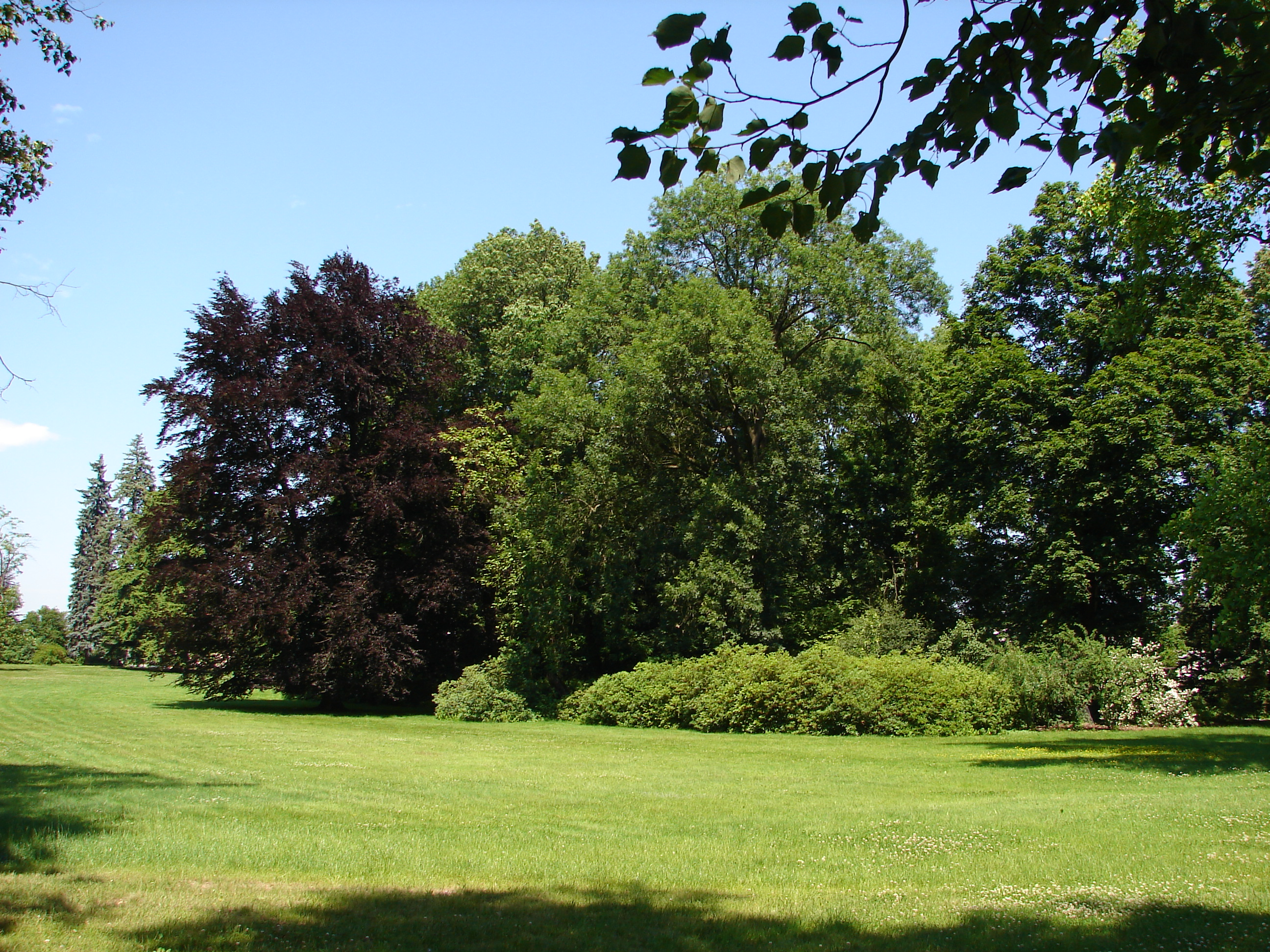
Altro scorcio del parco

Nel 1812 la tenuta Kostelec insieme alla vicina fattoria divennero proprietà di un ramo affiliato della famiglia Kinský. Il primo proprietario, il conte Josef Kinsky, figlio del principe Ferdinando, decise di farlo costruire sul sito negli anni tra il 1829 e il 1833 in stile Impero secondo il progetto dell'architetto viennese Jindřich Koch. Il mezzanino ospitava le sale di rappresentanza e la biblioteca mentre il piano nobile era destinato ad uso residenziale. La dimora nobilare appartenne alla famiglia Kinsky fino al 1948 quando venne requisita dal governo dell'allora Cecoslovacchia sotto controllo sovietico. Il castello imperiale ospitò l'istituto di ricerca sull'allevamento dei suini. Nel 1979 il castello fu rilevato dal Centro distrettuale per la conservazione dei monumenti statali e la conservazione della natura di Pardubice. Nel 1992, con la separazione del Paese, il castello fu restituito ai primitivi proprietari e da allora il suo aspetto esterno e gli interni hanno subito una ricostruzione molto impegnativa. I mobili superstiti in stile impero, insieme ad altri oggetti originari di proprietà della famiglia, furono progressivamente restaurati sino a diventare parte della mostra del castello intitolata Vita in Biedermeier, allestita nelle sale rappresentative del piano rialzato del castello. Questo piano ospita anche la Sala degli Specchi che, grazie alla sua ottima acustica, viene utilizzata per concerti di vari generi musicali e per cerimonie.

## Descrizione
Il grande palazzo stile Impero rappresenta una tipica architettura neoclassica e si trova a Kostelec nad Orlicí comune della Regione di Hradec Králové in Repubblica Ceca. 
Si tratta di un monumentale edificio a due piani con un portico avanzato al centro della facciata sorretto da quattro alte colonne in stile ionico. Sempre al centro della facciata, in alto, è posto il grande frontone classico. Il complesso sorge su un'area che degrada dolcemente in direzione ovest. Dal 2012 il castello è divenuto sede espositiva per una mostra dedicata al Biedermeier. La mostra presenta gli spazi abitativi originali con mobili Biedermeier restaurati, dipinti e altri accessori della vita in quel periodo. L'esposizione è allestita nelle sale di rappresentanza del primo piano del castello. Al piano terra del castello si trova l'esposizione museale permanente della città di Kostelec nad Ohří. I pezzi esposti provengono dal Museo e Galleria dei Monti dell'Aquila e dal Museo della Boemia orientale. In tre sale è esposto il plastico dell'insediamento medievale del paese con la chiesa coperta, la canonica, documenti storici sulle corporazioni, sui mestieri e sulle associazioni. Sono esposti inoltre piccoli reperti archeologici, pannelli informativi con fotografie di siti e mappe, testi di accompagnamento, diagrammi e disegni. Intorno al castello si estende un vasto parco, dichiarato riserva naturale.

### Monumento culturale della Repubblica Ceca
Dal 1978 la tutela dei monumenti della Repubblica Ceca considera il complesso del castello nuovo di Kostelec nad Orlicí un monumento culturale nazionale tutelato col numero di catalogo 1000125278. Oggetto di tutela sono il grande castello con cortile e il parco del castello.